# Котака Масахіро
Котака Масахіро (18 лютого 1960) — японський важкоатлет.
Бронзовий призер Олімпійських Ігор 1984 року в легшій вазі.
Бронзовий призер Чемпіонату світу 1984 року в легшій вазі.